# Qazvīneh
Qazvīneh (persiska: قزوینه) är en ort i Iran.   Den ligger i provinsen Kermanshah, i den nordvästra delen av landet, 400 km väster om huvudstaden Teheran. Qazvīneh ligger 1 821 meter över havet och antalet invånare är 173.
Terrängen runt Qazvīneh är kuperad åt sydost, men åt nordväst är den bergig.Runt Qazvīneh är det ganska tätbefolkat, med 124 invånare per kvadratkilometer. Närmaste större samhälle är Kangāvar, 16,4 km öster om Qazvīneh. Trakten runt Qazvīneh består i huvudsak av gräsmarker.